# 22. Unterseebootsflottille
A 22. Unterseebootsflottille foi uma unidade militar da Kriegsmarine durante a Segunda Guerra Mundial.

## Bases
| Gotenhafen    | Janeiro de 1941 - Fevereiro de 1945 |
| Wilhelmshaven | Fevereiro de 1945 - Maio de 1945    |

## Comandantes
| Comandante                   | Data                              |
| ---------------------------- | --------------------------------- |
| Korvkpt. Wilhelm Ambrosius   | Janeiro de 1941 - Janeiro de 1944 |
| Korvkpt. Wolfgang Lüth       | Janeiro de 1944 - Julho de 1944   |
| Korvkpt. Heinrich Bleichrodt | Julho de 1944 - Maio de 1945      |

## Tipos de U-Boot
Serviram nesta flotilha um os seguintes tipos de U-Boots:
IIB, IIC, IIC, VIIA, VIIC, VIIC/41, e IX

## U-Boots
Foram designados ao comando desta Flotilha um total de 46 U-Boots durante a guerra:
| U-8, U-11, U-14, U-17, U-18, U-19, U-28         |
| U-30, U-37, U-56, U-57, U-58, U-59, U-71        |
| U-78, U-96, U-137, U-138, U-139, U-140, U-142   |
| U-143, U-144, U-145, U-146, U-147, U-149, U-150 |
| U-235, U-239, U-316, U-339, U-349, U-350, U-351 |
| U-369, U-552, U-554, U-560, U-717, U-721, U-924 |
| U-1101, U-1103, U-1167, U-1194                  |

Entre os meses de Junho e Agosto de 1941, 6 U-Boots desta unidade combateram no Báltico.
U-56, U-139, U-140, U-142, U-144 e U-149